# 일레인 스튜어트
일레인 스튜어트(Elsy Steinberg, 1930년 5월 31일 ~ 2011년 6월 27일)는 미국의 배우, 모델, TV 사회자, 텔레비전 배우이다.

## 영화
- 렉스 다이아몬드의 흥망성쇠 (1960년)
- 미트 미 인 라스 베가스 (1956년)
- 브리가둔 (1954년)
- 하지바바의 모험 (1954년)
- 테이크 더 하이 그라운드! (1953년)
- 비련의 공주 엘리자베스 (1953년)
- 내 모든 건 당신 것 (1952년)
- 배드 앤 뷰티 (1952년)
- 세일러 비워 (1952년)
- 사랑은 비를 타고 (1952년)